# Coupe de Macédoine du Nord féminine de handball
La Coupe de Macédoine du Nord féminine de handball  est compétition de handball à élimination directe en Macédoine du Nord. Elle fait suite depuis 1991 à la Coupe de Yougoslavie.
Avec 16 coupes remportées entre 1993 et 2009, le Kometal Ǵorče Petrov Skopje est le club le plus titré. Vainqueur en 2023 de sa troisième coupe, le ŽRK Kumanovo est le tenant du titre.

## Palmarès
| Saison | Club champion               |
| ------ | --------------------------- |
| 1993   | Kometal Ǵorče Petrov Skopje |
| 1994   | ŽRK Vardar Skopje           |
| 1995   | Kometal Ǵorče Petrov Skopje |
| 1996   | Kometal Ǵorče Petrov Skopje |
| 1997   | Kometal Ǵorče Petrov Skopje |
| 1998   | Kometal Ǵorče Petrov Skopje |
| 1999   | Kometal Ǵorče Petrov Skopje |
| 2000   | Kometal Ǵorče Petrov Skopje |
| 2001   | Kometal Ǵorče Petrov Skopje |
| 2002   | Kometal Ǵorče Petrov Skopje |
| 2003   | Kometal Ǵorče Petrov Skopje |
| 2004   | Kometal Ǵorče Petrov Skopje |
| 2005   | Kometal Ǵorče Petrov Skopje |
| 2006   | Kometal Ǵorče Petrov Skopje |
| 2007   | Kometal Ǵorče Petrov Skopje |
| 2008   | Kometal Ǵorče Petrov Skopje |

| Saison | Club champion                    |
| ------ | -------------------------------- |
| 2009   | Kometal Ǵorče Petrov Skopje (16) |
| 2010   | ŽRK Metalurg Skopje              |
| 2011   | ŽRK Metalurg Skopje              |
| 2012   | ŽRK Metalurg Skopje              |
| 2013   | ŽRK Metalurg Skopje              |
| 2014   | ŽRK Vardar Skopje                |
| 2015   | ŽRK Vardar Skopje                |
| 2016   | ŽRK Vardar Skopje                |
| 2017   | ŽRK Vardar Skopje                |
| 2018   | ŽRK Vardar Skopje (6)            |
| 2019   | ŽRK Kumanovo                     |
| 2020   | non disputée                     |
| 2021   | ŽRK Kumanovo                     |
| 2022   | ŽRK Metalurg Skopje (5)          |
| 2023   | ŽRK Kumanovo (3)                 |

## Bilan
| Rang | Club                        | Titres | Saison                                                                                         |
| ---- | --------------------------- | ------ | ---------------------------------------------------------------------------------------------- |
| 1    | Kometal Ǵorče Petrov Skopje | 16     | 1993, 1995, 1996, 1997, 1998, 1999, 2000, 2001, 2002, 2003, 2004, 2005, 2006, 2007, 2008, 2009 |
| 2    | ŽRK Vardar Skopje           | 6      | 1994, 2014, 2015, 2016, 2017, 2018                                                             |
| 3    | ŽRK Metalurg Skopje         | 5      | 2010, 2011, 2012, 2013, 2022                                                                   |
| 4    | ŽRK Kumanovo                | 3      | 2019, 2021, 2023                                                                               |